# Gushaca
Gushaca (albanska: gushaca, (serbiska: Gušavac) är en by i Kosovo. Den ligger i kommunen Mitrovica. Enligt den senaste folkräkningen år 2011 fanns det 475 invånare.

## Demografi
| Demografi | 2011 |
| --------- | ---- |
| albaner   | 475  |